# Faw Mount
Faw Mount är en kulle i Storbritannien.   Den ligger i kommunen Scottish Borders och riksdelen Skottland, i den centrala delen av landet, 500 km norr om huvudstaden London. Toppen på Faw Mount är 416 meter över havet.
Terrängen runt Faw Mount är kuperad åt nordväst, men åt sydost är den platt.Runt Faw Mount är det glesbefolkat, med 16 invånare per kvadratkilometer. Närmaste större samhälle är Livingston, 16,7 km nordväst om Faw Mount. Trakten runt Faw Mount består i huvudsak av gräsmarker.